# Cửa khẩu Mường Khương
Cửa khẩu Mường Khương hay cửa khẩu Tung Chung Phố là cửa khẩu quốc gia tại vùng đất thị trấn Mường Khương và xã Tung Chung Phố huyện Mường Khương tỉnh Lào Cai, Việt Nam .
Cửa khẩu Mường Khương ở điểm cuối quốc lộ 4D, thông thương sang cửa khẩu Kiều Đầu ở thị trấn Vân Sơn huyện Mã Quan tỉnh Vân Nam, Trung Quốc .

## Hoạt động
Cửa khẩu Mường Khương được đặt trong khu kinh tế cửa khẩu Lào Cai, với hoạt động được quy định trong Quyết định của UBND tỉnh Lào Cai về "Công bố Cửa khẩu Mường Khương, huyện Mường Khương, tỉnh Lào Cai được phép tái xuất hàng hóa.".